# سانشاين باري والديدان الديسكو
سانشاين باري والديدان الديسكو (بالدنماركية: Disco ormene)‏ هو فيلم رسوم متحركة كوميدي دانماركي من إنتاج شركة كرون فيلم ورادار فيلم وإخراج توماس بورش نيلسن. صدر الفيلم في 10 أكتوبر 2008 في دنمارك.

## طاقم العمل
- بيتر فريدن بدور باري
- لارس هيورتيوج بدور تيتو
- ترين ديرهولم بدور جلوريا
- ترويلس ليبي بدور جيمي
- هيلي دوليريس بدور دونا
- بيرثي نيومان بدور أم
- بيتر هيسي أوفرجارد بدور أب
- هينينج ينسن بدور توني دين

## التقييم
منح رينيه شونفيلد الفيلم درجة 2/5.

## روابط خارجية
- سانشاين باري والديدان الديسكو على موقع IMDb (الإنجليزية)
- سانشاين باري والديدان الديسكو على موقع روتن توميتوز (الإنجليزية)
- سانشاين باري والديدان الديسكو على موقع ألو سيني (الفرنسية)
- سانشاين باري والديدان الديسكو على موقع Turner Classic Movies (الإنجليزية)
- سانشاين باري والديدان الديسكو على موقع أول موفي (الإنجليزية)
- سانشاين باري والديدان الديسكو على موقع فيلمافينيتي (الإسبانية)
- سانشاين باري والديدان الديسكو على موقع قاعدة بيانات الأفلام السويدية (السويدية)
- سانشاين باري والديدان الديسكو على موقع قاعدة بيانات الفيلم (الإنجليزية)
- سانشاين باري والديدان الديسكو على موقع ليتربوكسد (الإنجليزية)
- سانشاين باري والديدان الديسكو على موقع كينوبويسك (الروسية)